# Solangella meridana
Solangella meridana är en skalbaggsart som först beskrevs av Bates 1872.  Solangella meridana ingår i släktet Solangella och familjen långhorningar.
Artens utbredningsområde är Venezuela. Inga underarter finns listade i Catalogue of Life.